# País de Rennes
El País de Rennes (bretó Bro Roazhon) és un país (Llei Voynet), corresponent al país tradicional del Bro Roazhon.
Centrat al voltant de Rennes, aplega una comunitat d'aglomeració et quatre comunitats de comunes: Rennes Metròpoli, País d'Aubigné, País de Châteaugiron, País de Liffré, Val d'Ille.

## Llista de les comunes
| Cantó                          | Comuna                     |
| ------------------------------ | -------------------------- |
| Cantó de Bruz                  | Bourgbarré                 |
| Cantó de Bruz                  | Bruz                       |
| Cantó de Bruz                  | Chartres-de-Bretagne       |
| Cantó de Bruz                  | Noyal-Châtillon-sur-Seiche |
| Cantó de Bruz                  | Orgères                    |
| Cantó de Bruz                  | Pont-Péan                  |
| Cantó de Bruz                  | Saint-Erblon               |
| Cantó de Betton                | Betton                     |
| Cantó de Betton                | La Chapelle-des-Fougeretz  |
| Cantó de Betton                | Montgermont                |
| Cantó de Betton                | Saint-Grégoire             |
| Cantó de Cesson-Sévigné        | Acigné                     |
| Cantó de Cesson-Sévigné        | Cesson-Sévigné             |
| Cantó de Châteaubourg          | Ossé                       |
| Cantó de Châteaugiron          | Brécé                      |
| Cantó de Châteaugiron          | Chancé                     |
| Cantó de Châteaugiron          | Châteaugiron               |
| Cantó de Châteaugiron          | Domloup                    |
| Cantó de Châteaugiron          | Nouvoitou                  |
| Cantó de Châteaugiron          | Noyal-sur-Vilaine          |
| Cantó de Châteaugiron          | Saint-Armel                |
| Cantó de Châteaugiron          | Saint-Aubin-du-Pavail      |
| Cantó de Châteaugiron          | Servon-sur-Vilaine         |
| Cantó de Hédé                  | Guipel                     |
| Cantó de Hédé                  | Langouët                   |
| Cantó de Hédé                  | La Mézière                 |
| Cantó de Hédé                  | Saint-Gondran              |
| Cantó de Hédé                  | Saint-Symphorien           |
| Cantó de Hédé                  | Vignoc                     |
| Cantó de Janzé                 | Corps-Nuds                 |
| Cantó de Liffré                | La Bouëxière               |
| Cantó de Liffré                | Chasné-sur-Illet           |
| Cantó de Liffré                | Dourdain                   |
| Cantó de Liffré                | Ercé-près-Liffré           |
| Cantó de Liffré                | Liffré                     |
| Cantó de Liffré                | Saint-Sulpice-la-Forêt     |
| Cantó de Liffré                | Thorigné-Fouillard         |
| Cantó de Montfort-sur-Meu      | La Chapelle-Thouarault     |
| Cantó de Montfort-sur-Meu      | Clayes                     |
| Cantó de Montfort-sur-Meu      | Le Verger                  |
| Cantó de Mordelles             | Chavagne                   |
| Cantó de Mordelles             | Cintré                     |
| Cantó de Mordelles             | L'Hermitage                |
| Cantó de Mordelles             | Mordelles                  |
| Cantó de Mordelles             | Le Rheu                    |
| Cantó de Mordelles             | Saint-Gilles               |
| Cantons de Rennes              | Chantepie                  |
| Cantons de Rennes              | Gévezé                     |
| Cantons de Rennes              | Pacé                       |
| Cantons de Rennes              | Parthenay-de-Bretagne      |
| Cantons de Rennes              | Rennes                     |
| Cantons de Rennes              | Saint-Jacques-de-la-Lande  |
| Cantons de Rennes              | Vern-sur-Seiche            |
| Cantons de Rennes              | Vezin-le-Coquet            |
| Cantó de Saint-Aubin-d'Aubigné | Andouillé-Neuville         |
| Cantó de Saint-Aubin-d'Aubigné | Aubigné                    |
| Cantó de Saint-Aubin-d'Aubigné | Chevaigné                  |
| Cantó de Saint-Aubin-d'Aubigné | Feins                      |
| Cantó de Saint-Aubin-d'Aubigné | Gahard                     |
| Cantó de Saint-Aubin-d'Aubigné | Melesse                    |
| Cantó de Saint-Aubin-d'Aubigné | Montreuil-le-Gast          |
| Cantó de Saint-Aubin-d'Aubigné | Montreuil-sur-Ille         |
| Cantó de Saint-Aubin-d'Aubigné | Mouazé                     |
| Cantó de Saint-Aubin-d'Aubigné | Romazy                     |
| Cantó de Saint-Aubin-d'Aubigné | Saint-Aubin-d'Aubigné      |
| Cantó de Saint-Aubin-d'Aubigné | Saint-Germain-sur-Ille     |
| Cantó de Saint-Aubin-d'Aubigné | Saint-Médard-sur-Ille      |
| Cantó de Saint-Aubin-d'Aubigné | Sens-de-Bretagne           |
| Cantó de Saint-Aubin-d'Aubigné | Vieux-Vy-sur-Couesnon      |